# (2947) Kippenhahn
(2947) Kippenhahn (1955 QP1) – planetoida z pasa głównego asteroid okrążająca Słońce w ciągu 3,51 lat w średniej odległości 2,31 j.a. Odkryta 22 sierpnia 1955 roku.